# تئودور فرناندز
تئودور فرناندز (انگلیسی: Teodoro Fernández؛ ۲۰ مه ۱۹۱۳ – ۱۷ سپتامبر ۱۹۹۶) بازیکن فوتبال اهل پرو بود.
وی همچنین در تیم ملی فوتبال پرو بازی کرده‌است.
وی در مسابقات کشوری و بین‌المللی در مجموع برندهٔ ۱ مدال طلا شده‌است.